# 高知県建築大工高等職業訓練校
高知県建築大工高等職業訓練校（こうちけんけんちくだいくこうとうしょくぎょうくんれんこう）は、認定職業訓練による職業能力開発校。高知県建設労働組合が運営する。木造住宅の技能を身につけた優れた技術者（大工）の育成を目的とする。
訓練課程は普通課程建築施工系木造建築科 で、入学資格は中学校卒業以上、訓練期間は 3年

## 所在地
- 高知県高知市和泉町6-7